# Oppelni László
Opuliai vagy Oppelni László (lengyelül Władysław Opolczyk; 1327 körül – 1401. május 8.) opuliai és wieluni herceg, 1367-1372 között Magyarország nádora, 1378–1380 között I. Lajos lengyelországi kormányzója, kunok bírája, temesvári, gímesi, lévai várnagy.

## Élete
Apja a Piast-házból származó II. Bolkó (1300–1356), opuliai herceg, anyja Świdnica Erzsébet (1315–1348) hercegnő. Az apai nagyapja I. Bolko (1258–1313), opuliai herceg volt. Az anyai nagyszülei Świdnica Bernát (1291-1326), Jawor-Lwówek-Świdnica-Ziębice hercege, és Piast Kinga (1298–1331) lengyel királyi hercegnő voltak; Kinga lengyel hercegnőnek a szülei I. Ulászló lengyel király és Kaliszi Hedvig lengyel királyné voltak. Piast II. Bolkó opuliai herceg I. (Nagy) Lajos magyar király és Luxemburgi Károly cseh király rokona. Felesége Ofka (Eufémia, meghalt 1418 után), III. Ziemowit mazóviai herceg lánya. 
Károly cseh király követeként került Magyarországra, I. Lajos bizalmasaként udvarában élt. 1367-1372 között nádor és bihari, kevei, krassói, pozsonyi és turóci ispán, 1367-1369 között vasi és soproni ispán, 1369–1371 között temesi ispán, 1372–1378 között vörösruténiai (Halics és Lodoméria) hűbérbirtokos vajda. 1375-–1387 között zempléni és abaúji ispán, 1378–1380 között I. Lajos lengyelországi kormányzója, melyről a lengyel nemesség elégedetlenkedése miatt lemondott. 
Támogatta Luxemburgi Zsigmond és Anjou Mária hercegnő házasságát. Az I. Lajostól kapott wieluni hercegségben megalapította a częstochowai pálos kolostort.

## Házasságai és leszármazottjai
1355 körül magyarországi tartózkodása alatt Oppelni László először feleségül vette Basarab Erzsébet (1340-1369) kisasszonyt, akinek a szülei Miklós Sándor havasalföldi fejedelem és Lackfy Mária voltak. A menyasszonynak az anyai nagyapja I. Basarab havasalföldi fejedelem volt. Oppelni László és Basarab Erzsébetnek három lánya született:
- Oppelni Kinga (1355/1357 – †1369 után), óbudai apáca.
- Oppelni Erzsébet (Ágnes) (1360 – 1411. szeptember 9), 1372-ben feleségül vette Jobst morvaországi őrgróf, a rómaiak királya.
- Oppelni Katalin (1367. március 26. – 1420. június 6.), 1382-ben feleségül vette VIII. Henrik Sagan-Glogau hercege. Unokájuk: II. János sagani herceg.

Felesége halála után 1369-re Oppelni László feleségül vette Mazóviai Eufémiát (1352–1424. December 9.), III. Siemowit mazóviai herceg lányát. Oppelni László és Mazóviai Eufémia frigyéből két leánygyermek született:
- Oppelni Hedvig (1376/1378 – 1390. május 13. után). Férje: Gediminas-házbeli Vygantas-Alexander kernavėi herceg.
- Oppelni Eufémia (†1408. március 30. előtt).